# Canton de Sada
Le canton de Sada est une division administrative française située dans le département de Mayotte et la région Mayotte.

## Histoire
Le décret du 18 mai 1977 crée les communes mahoraises et associe à chaque commune un canton.

## Représentation

### Représentation avant 2015
| Période                                  | Période | Identité          | Étiquette   | Qualité |
| ---------------------------------------- | ------- | ----------------- | ----------- | --- |
| 1994                                     | 2008    | Mansour Kamardine | UMP         | Maire de Sada (1983-2001), vice-président du conseil général, député de Mayotte (2002-2007)                                                                       |
| 2008                                     | 2012    | Ibrahim Aboubacar | PS          | 1er vice-président du conseil général, président de la commission des Finances et du Développement économique, député de la 2e circonscription de Mayotte (2012-) |
| 2012                                     | 2015    | Nomani Ousséni    | DVG puis PS | |
| Les données manquantes sont à compléter. |         |                   |             | |

Le canton participait à l'élection du député de la deuxième circonscription de Mayotte.

### Représentation depuis 2015
| Période élective | Période élective | Mandat | Mandat   | Identité          | Nuance | Nuance | Qualité                                                                                         |
| ---------------- | ---------------- | ------ | -------- | ----------------- | ------ | ------ | ----------------------------------------------------------------------------------------------- |
| 2015             | 2021             | 2015   | 2021     | Insya Daoudou     |        | DVG    | Chef d'entreprise Membre de l'Union des nouvelles forces de la commune de Sada                  |
| 2015             | 2021             | 2015   | 2021     | Nomani Ousséni    |        | DVG    | Chef d'entreprise Membre de l'Union des nouvelles forces de la commune de Sada                  |
| 2021             | 2028             | 2021   | en cours | Tahamida Ibrahim  |        | LR     | Adjointe au maire de Chirongui 2e vice-présidente, Chargée des Finances et Affaires européennes |
| 2021             | 2028             | 2021   | en cours | Mansour Kamardine |        | LR     | Avocat, ancien maire de Sada, ancien député                                                     |

À l'issue du 1er tour des élections départementales de 2015, trois binômes sont en ballotage : Insya Daoudou et Nomani Ousséni (UMP, 29,92 %), Insya Daoudou et Nomani Ousséni (DVD, 28,94 %) et Ali Djinouri et Aïda Houlame (DVG, 27,47 %). Le taux de participation est de 64,19 % (6 165 votants sur 9 604 inscrits) contre 62,64 % au niveau départemental et 50,17 % au niveau national.
Au second tour, Insya Daoudou et Nomani Ousséni (DVD) sont élus avec 36,50 % des suffrages exprimés et un taux de participation de 69,11 % (2 366 voix pour 6 644 votants et 9 613 inscrits).

## Composition

### Composition avant 2015
Le canton était composé de l'unique commune de Sada.

### Composition depuis 2014
Depuis le redécoupage de 2014, le canton est composé des communes de Chirongui et de Sada.

## Démographie

### Démographie avant 2015
| 2002  | 2007  | 2012   |
| ----- | ----- | ------ |
| 6 963 | 8 007 | 10 195 |

### Démographie depuis 2015
En 2017, le canton comptait 20 076 habitants.
| 2017   |
| ------ |
| 20 076 |